# Enrico Pau
Enrico Pau (* 1956 in Cagliari) ist ein italienischer Filmregisseur.

## Leben
Paul schloss in Literaturwissenschaften ab und arbeitete als wissenschaftliche Hilfskraft. In den 1980er Jahren war er beim Regionalsender RAI Cagliari, für den er mit Aldo Tanchis als Autor tätig war. Daneben entstanden eine Reihe von Kurzfilmen. 1996 gewann La volpe e l'ape den Ersten Preis beim „Festival Visioni Italiani“ in Bologna und Pau den Preis für die beste Regie beim „Festival von Siena“. 1998 inszenierte er das musikalische Werk Das hässliche Entlein mit Maria Pia De Vito. 2001 legte er sein Spielfilmdebüt vor, die Geschichte einer Boxer-Rivalität, Pesi leggeri; sein eigener Dokumentarfilm Storie di pugili hatte ihm dazu die Idee geliefert. 2006 folgte Jimmy della collina, eine Arbeit über die Nachteile sozialer Herkunft nach einer Geschichte von Massimo Carlotto, die mit dem Preis des Filmfests von Locarno ausgezeichnet wurde.

## Filmografie
- 2001: Pesi leggeri
- 2006: Jimmy della collina
- 2017: L’accabadora